# ¡Hola!
¡Hola! est un magazine hebdomadaire espagnol spécialisé dans les actualités des célébrités, publié à Madrid, en Espagne et dans 15 autres pays, avec des éditions locales en Argentine, Brésil, Canada, Chili, Grèce, Indonésie, Mexique, Pérou, Philippines, Porto Rico, Thaïlande, Royaume-Uni, États-Unis et Venezuela. C'est le deuxième magazine le plus populaire d'Espagne après Pronto. Le titre signifie " Bonjour !" en français. 

## Histoire et profil
¡Hola! a été fondée à Barcelone le 2 septembre 1944 , par Antonio Sánchez Gómez, qui a continué à diriger le magazine jusqu'à sa mort dans les années 1970. Il employait principalement des parents et à ce jour ¡Hola! reste une organisation principalement dirigée par la famille, la femme de Sánchez intervenant toujours pour fournir la mise en place d'importants mariages royaux. Plus tard, le siège du magazine a déménagé à Madrid. 
Initialement conçu comme un magazine familial, Sánchez a rapidement réalisé le potentiel de profit de l'industrie féminine et s'est d'abord concentré sur les activités de la royauté, tout en proposant une section d'auto-assistance. Ensuite, le magazine est devenu un magazine de potins, bien que la version espagnole repose toujours fortement sur la redevance pour leurs potins, tandis que les versions anglaise et latino-américaine se concentrent davantage sur Hollywood. L'ancien Premier ministre espagnol Felipe González a accordé sa première interview au magazine alors qu'il était au pouvoir. 
Le magazine continue de croître et son édition en Argentine a été lancée en 2010.  

## Circulation
Le lectorat combiné de ¡Hola! et ses différents magazines sœurs représentent plus d'un million par semaine, une forte croissance par rapport aux 4000 exemplaires originaux vendus lors de sa première semaine de production en 1944. Le tirage du magazine était de 654 836 exemplaires en 1993, ce qui en fait le deuxième magazine le plus vendu en Espagne. Le magazine était le troisième magazine le plus vendu au pays avec un tirage de 627 514 exemplaires en 1997 
La circulation de ¡Hola! était de 553 042 exemplaires en 2005. Sa diffusion a été de 537 270 exemplaires en 2008  et 475 049 en 2009. 

## Voir également
- Liste des magazines en Espagne
- Hello!, version britannique de ¡Hola!.